# 姫路第二発電所
姫路第二発電所（ひめじだいにはつでんしょ）は兵庫県姫路市飾磨区妻鹿常盤町にある関西電力の天然ガス火力発電所。

## 概要
播磨臨海工業地帯に立地し、大阪ガスの姫路製造所に隣接する。敷地内は19万本のサツキ・クスノキが植樹されている。
1963年に1号機が運転を開始、6号機までが建設された。燃料は当初重油、原油だったが、LNGに転換しており、LNG基地を有する。1973年11月より、NGL使用開始。
2010年9月、既存設備を廃止し新たに1,600℃級コンバインドサイクル発電方式の設備を建設する設備更新計画が発表され、(旧)1～3号機は2010年10月、(旧)4号機は2013年10月、（旧）5、6号機は、東日本大震災後の配給力確保の為、当初5号機2014年、6号機2015年廃止予定を延長し2020年度末に廃止された。
2013年8月27日に(新)1号機が営業運転を開始、以後(新)6号機までが順次運転を開始した。

## 発電設備
- 総出力：291.9万kW（2021年4月1日現在）[5]
- 敷地面積：約76万m2
- 1～6号機 発電方式：1,600℃級コンバインドサイクル発電(More Advanced Combined CycleII)方式
- 1～6号機 使用燃料：LNG
- 1～6号機 熱効率：約60%（低位発熱量基準）

1号機
定格出力：48.65万kW
営業運転開始：2013年8月27日
2号機
定格出力：48.65万kW
営業運転開始：2013年11月19日
3号機
定格出力：48.65万kW
営業運転開始：2014年3月19日
4号機
定格出力：48.65万kW
営業運転開始：2014年7月22日
5号機
定格出力：48.65万kW
営業運転開始：2014年9月5日
6号機
定格出力：48.65万kW
営業運転開始：2015年3月25日

## 廃止された発電設備
- 発電方式：汽力発電方式

(旧)1号機（廃止）
定格出力：25万kW
使用燃料：LNG（当初は重油、原油）
営業運転期間：1963年10月21日 - 2010年10月1日
(旧)2号機（廃止）
定格出力：32.5万kW
使用燃料：LNG（当初は重油、原油）
営業運転期間：1964年10月2日（1965年7月27日に定格出力認可） - 2010年10月1日
(旧)3号機（廃止）
定格出力：32.5万kW
使用燃料：LNG（当初は重油、原油）
営業運転期間：1965年2月2日 - 2010年10月1日
旧3号機営業運転開始当時は関西電力最大かつ国内最大の重油専焼火力発電所（総出力90万KW）であった。
(旧)4号機（廃止）
定格出力：45万kW
使用燃料：LNG（当初は重油、原油）
営業運転期間：1968年3月6日（超臨界圧力の2段再熱方式） - 2013年10月1日
(旧)5号機（廃止）
定格出力：60万kW
使用燃料：LNG（当初は重油、原油）
熱効率：約42%（低位発熱量基準）
営業運転期間：1973年10月3日 - 2021年2月16日
(旧)6号機（廃止）
定格出力：60万kW
使用燃料：LNG（当初は重油、原油）
熱効率：約42%（低位発熱量基準）
営業運転期間：1973年11月17日 - 2021年3月31日

## 蒸気タービン不具合による対策
2015年5月9日、3号機が蒸気タービンの異常振動のため自動停止、続いて6月1日には5号機も同現象により自動停止。関西電力では調査を実施した結果、両機ともに蒸気タービン最終段動翼の一部に折損を確認、応急対策として当該動翼を取り外し、圧力プレートを設置して運転することとした。なお、圧力プレートの設置により、各号機の定格出力は、暫定的に46万kWとなっている。
2015年12月3日には、今後順次実施する定期検査の際に各機器の部品交換等により暫定出力を48.1万kWに向上させるため、電気事業法に基づき、経済産業省に定格出力変更の届出を行った。
2016年12月8日には、堺港発電所等で導入実績のある最終段動翼とした低圧蒸気タービンで復旧することとし、今後順次実施する定期点検において復旧工事および届出を行い、運転開始当初の定格出力である48.65万kWにて運転を再開することが発表された。